# Potamornis skutchi
Potamornis skutchi — викопний вид птахів ряду Гесперорнісоподібні (Hesperornithiformes). Птах мешкав у кінці крейдяного періоду (66 млн років тому). Скам'янілі рештки знайдені у відкладеннях формацій Ланс у штаті Вайомінг та Гелл-Крік у штаті Монтана, США. Відомий лише по фрагментарних рештках, зокрема голотип складається з квадратної кістки черепа. Це був нелітаючий, водоплавний птах, що важив 1,5—2 кг.